# Kurdisch-kurdischer Dialog

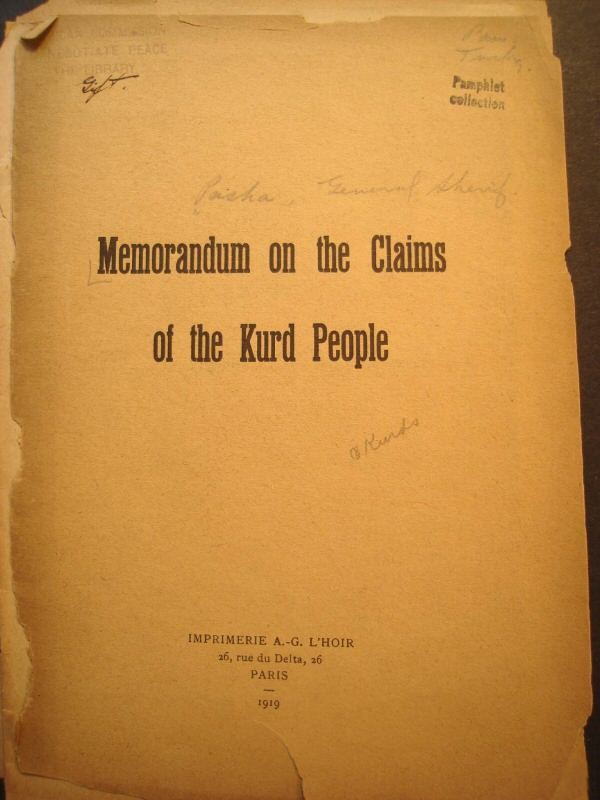
„Memorandum über die Forderungen des kurdischen Volkes“ ist ein Brief von Şerif Pascha, dem Leiter des kurdischen Vertreters im Vertrag von Sèvres (10. August 1920): Der Brief wurde für die Alliierten Mächte und das Konferenzkomitee geschrieben und ist von Bedeutung, weil er von den Forderungen der Kurden an den Nahen Osten nach dem Untergang des Osmanischen Reiches handelt.

Der kurdisch-kurdische Dialog beschreibt die Bemühungen zur Stärkung der Beziehungen und Zusammenarbeit zwischen den verschiedenen kurdischen Parteien. Kurden leben in vielen Ländern des Nahen Ostens, darunter in der Türkei, im Irak, in Syrien und im Iran, und haben gemeinsame Ziele wie kulturelle Rechte, politische Autonomie und die Verbesserung ihrer Lebensbedingungen. Aus diesen Gründen haben viele kurdische Persönlichkeiten seit jeher kurdische Diplomatie betrieben. Allerdings haben historische Konflikte, ideologische Differenzen und Einflüsse äußerer Mächte häufig zu Spannungen und Spaltungen innerhalb der kurdischen Gesellschaft geführt. Der kurdisch-kurdische Dialog zielt darauf ab, diese Hindernisse zu überwinden und eine gemeinsame Grundlage für die politische und soziale Entwicklung zu schaffen.

## Hintergrund und Ziele

### Historischer Kontext

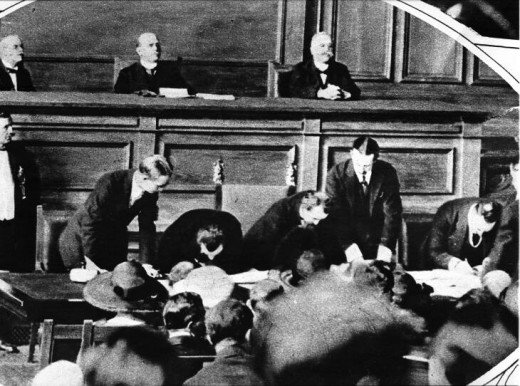
1923 wurde der Vertrag von Lausanne unterzeichnet, der den Vertrag von Sèvres ersetzen und so zur Statuslosigkeit der Kurden führen sollte.

Der kurdisch-kurdische Dialog spielt spätestens seit dem Vertrag von Sèvres, der 1920 nach dem Ersten Weltkrieg unterzeichnet wurde und erstmals die Hoffnung auf eine kurdische Autonomie zum Ausdruck brachte, eine wichtige Rolle in der kurdischen Geschichte. Diese Hoffnung wurde jedoch durch den Vertrag von Lausanne im Jahr 1923 zunichtegemacht, der die Grenzen der heutigen Türkei festlegte und die Kurden weitgehend ignorierte. Dies sollte im gesamten Nahen Osten zur Verfolgung und Assimilation der Kurden führen, indem ihre kurdische Identität, Sprache und Kultur systematisch unterdrückt werden sollte. Viele kurdische Aufstände wurden daraufhin niedergeschlagen, es kam zu Massendeportationen und politischer sowie kultureller Diskriminierung in Kurdistan, dem historischen Siedlungsgebiet der Kurden. Bis zum Ende des 20. Jahrhunderts agierten die verschiedenen kurdischen Gruppen unabhängig voneinander und hatten kaum Möglichkeiten zum Dialog, Austausch oder Zusammenarbeit.
In diesem Zusammenhang wurde der kurdisch-kurdische Dialog zwischen den kurdischen Gemeinschaften des Nahen Ostens und der Diaspora zu einer wichtigen Strategie für die Entwicklung von Einheit und Widerstand. Allerdings waren die Kurden aufgrund interner Konflikte und unterschiedlicher politischer Tendenzen oft gespalten, was ihre gemeinsamen Bestrebungen schwächte. Dennoch wurden mehrfach Anstrengungen unternommen, durch Dialog und diplomatische Zusammenarbeit eine gemeinsame Vision für die kurdische Zukunft zu entwickeln. Solche Dialoge sind auch heute noch wichtig für die Verbesserung der kulturellen und politischen Situation des kurdischen Volkes und bieten Chancen für politische, kulturelle und gesellschaftliche Anerkennung.

### Ziele des kurdisch-kurdischen Dialogs

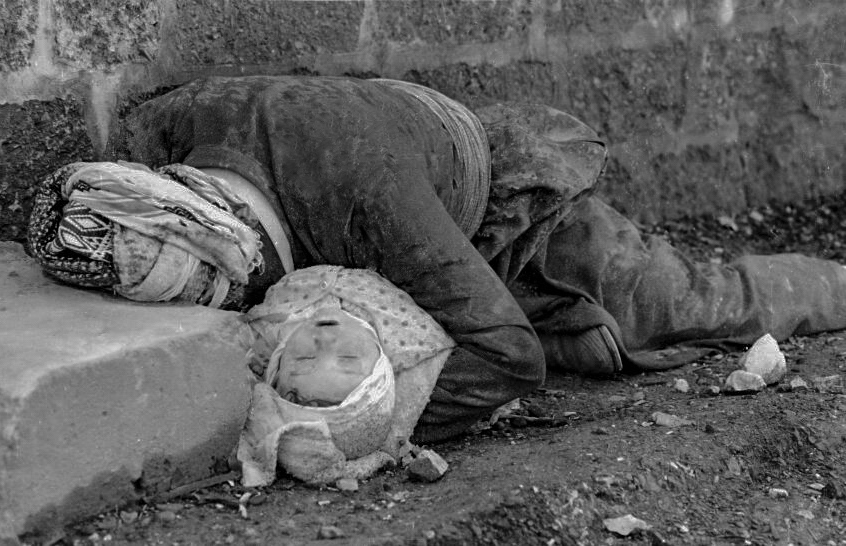
Das Bild von Omer Khawar und seinem Kind, das zum Symbol des Halabja-Massakers und ein Sinnbild des Schicksals des kurdischen Volkes wurde (Jahr 1988).

Der kurdisch-kurdische Dialog ist eine notwendige Voraussetzung für die Stärkung der kurdischen Sache in einer gespaltenen und unruhigen politischen Region, wie es der Nahoe Osten aktuell ist. Trotz der gemeinsamen Identität und Ziele haben ideologische Unterschiede, historische Rivalitäten und Einflüsse äußerer Mächte eine kurdische Einheit oft verhindert. In jedem Land, in dem Kurden leben, gibt es spezifische Herausforderungen, die den Dialog beeinflussen, wie etwa der bewaffnete Krieg der PKK in der Türkei, die politische Machtteilung im Irak, die Autonomiebestrebungen in Syrien oder die politische und kulturelle Unterdrückung im Iran.
Die Zusammenarbeit verschiedener kurdischer Gruppen könnte nicht nur ihre Verhandlungsposition gegenüber den jeweiligen Staaten stärken, sondern auch die internationale Unterstützung fördern. Doch ohne Einheit laufen die Kurden Gefahr, ihre Stellung durch interne Konflikte zu schwächen. Gleichzeitig ist der Dialog nicht nur eine politische, sondern auch eine gesellschaftliche Aufgabe, denn er soll die Grundlage für Vertrauen und Zusammenarbeit innerhalb der kurdischen Gesellschaften schaffen.
Einige Fortschritte sind seit Ende des 20. Jahrhunderts sichtbar, doch Spannungen zwischen rivalisierenden Gruppen und der Einfluss externer Akteure erschweren weiterhin einen dauerhaften Erfolg dieser Dialoge. Um eine nachhaltige Entwicklung zu erreichen, sind ein langfristiges Engagement und eine gemeinsame Vision erforderlich, die über kurzfristige Machtkämpfe hinaus gehen müssen. Daher ist der kurdisch-kurdische Dialog nicht nur eine politische Herausforderung, sondern auch eine existenzielle Frage über die Zukunft der kurdischen Identität.

## Geschichte des kurdisch-kurdischen Dialogs
In der zweiten Hälfte des 20. Jahrhunderts, insbesondere in den 1960er und 1970er Jahren, kam es zu ersten diplomatischen Treffen zwischen Kurden aus verschiedenen Ländern. Während dieser Zeit stärkten kurdische Bewegungen aus dem Irak, Iran, der Türkei und Syrien ihre Beziehungen und ihre Zusammenarbeit.
In den 1970er Jahren verfolgte Österreich unter der Führung von Ministerpräsident Bruno Kreisky eine offene Außenpolitik gegenüber den Kurden. Führungspersönlichkeiten wie Präsident Talabani, Präsident Barzani und Abdulrahman Qassemlo wurden in Wien empfangen und diskutierten die Kurdenfrage. Diese Treffen legten den Grundstein für die Innendiplomatie und die Zusammenarbeit über nationale Grenzen hinaus.

### Inhalte der Gespräche
Gemeinsame Interessen und Zusammenarbeit: Die kurdischen Bewegungen diskutierten über die Bündelung ihrer Kräfte, um gemeinsame Ziele wie Autonomie, kulturelle Rechte oder Unabhängigkeit zu erreichen. Trotz ideologischer und strategischer Differenzen wurden gemeinsame politische Linien erörtert.
Grenzüberschreitende Unterstützung: Die Kurden unterstützten sich gegenseitig mit Waffen und Munition und boten bei Verfolgungen Unterschlupf. Parallel dazu suchten sie den Dialog mit den Zentralregierungen, um ihre Rechte auf Verhandlungswegen zu erreichen. So trafen sich Unterhändler der iranischen Demokratischen Partei Kurdistans mit Vertretern der Regierung in Teheran, während die irakische Patriotische Union Kurdistans mit dem irakischen Staatspräsidenten verhandelte.
Autonomie und Unabhängigkeit: Die Frage, ob Autonomie innerhalb bestehender Staaten oder vollständige Unabhängigkeit angestrebt werden sollte, war ein zentrales Thema. Diese Diskussionen führten zu Spannungen zwischen pragmatischen und radikaleren Strömungen innerhalb der kurdischen Bewegungen.
Ein bemerkenswertes Ereignis war das Treffen von Djalal Talabani, dem Vorsitzenden der Patriotischen Union Kurdistans im Irak, mit dem irakischen Präsidenten Saddam Hussein im Jahr 1984. Abdul Rahman Ghassemlou hatte den Kontakt hergestellt und einen unterschriftsreifen Vertrag zwischen Regierung und Opposition ausgearbeitet. Obwohl das Abkommen letztlich nicht unterzeichnet wurde, zeigte es die Bereitschaft zur innerkurdischen Diplomatie und zur Vermittlung zwischen verschiedenen Parteien. Auch wenn das Abkommen letztlich nicht unterzeichnet wurde, demonstrierte dieses Ereignis den Willen zur innerkurdischen Diplomatie und Vermittlung zwischen den verschiedenen Parteien.

## Kurdisch-kurdischer Dialog nach Regionen
In den vier Ländern, in denen Kurden leben, gibt es unterschiedliche Herausforderungen, und es werden Anstrengungen unternommen, eine Brücke zwischen den verschiedenen Gruppen und über Landesgrenzen hinweg zu schlagen. Der Dialog ist wichtig, um die Rechte und die politische Zukunft der Kurden in ihrer geteilten und unruhigen Heimat zu sichern.

### Türkei

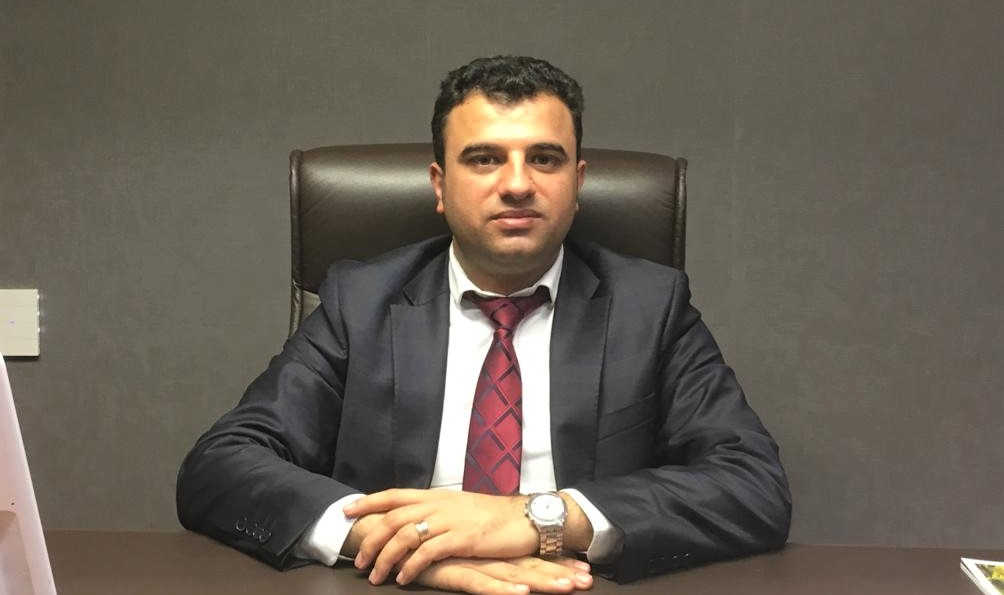
Ömer Öcalan, Neffe von Abdullah Öcalan und kurdischer Abgeordneter der DEM-Partei im türkischen Parlament: Seine Partei vertritt u. A. die Interessen der Kurden in der Türkei und möchte eine Vermittlerrolle zwischen der PKK und dem türkischen Staat übernehmen.

In der Türkei dominiert der bewaffnete Krieg der Arbeiterpartei Kurdistans (PKK) die kurdischen Bestrebungen, während andere Gruppen wie die DEM Partei eine parlamentarische Strategie verfolgen. Seit der politischen Repräsentation der Kurden im türkischen Parlament hat der Einfluss politischer Parteien wie die der DEM Partei zugenommen: Die DEM Partei fördert nicht nur das Vertrauen zwischen den Kurden und dem türkischen Staat, sondern versucht die verschiedenen politischen, prokurdischen Strömungen unter einer Partei zu vereinen. Dabei sieht sie sich jedoch politischem und juristischem Druck ausgesetzt. Beide Bewegungen, sowohl die PKK als auch die DEM Partei, erfreuen sich unter Kurden großer Beliebtheit und fordern auf unterschiedliche Weise kurdische Rechte ein. Auch wenn die DEM Partei eine legale kurdische Partei im türkischen Parlament ist, so droht ihr – wie schon ihren Vorgängerinnen – ein politisches Verbot, weil sie auf den Dialog mit allen kurdischen Bewegungen beharrt, anstatt sie zu terroristischen Bewegungen zu erklären. So fordern DEM-Politiker immer wieder die Freilassung von Abdullah Öcalan oder bekunden ihre Bereitschaft, in einem möglichen Friedensprozess zwischen dem türkischen Staat und der PKK eine Vermittlerrolle einzunehmen.
Auch auf regionaler Ebene der Türkei ist der kurdisch-kurdische Dialog wichtig. Viele kleine Gruppen und Aktivisten versuchen, Brücken zwischen verschiedenen Teilen der kurdischen Gesellschaft zu bauen. Es gibt soziale sowie kulturelle Projekte, Bildungsinitiativen oder Bemühungen zur Erhaltung und Entwicklung der kurdischen Sprache und Kultur. Doch die zunehmenden Einschränkungen durch den Staat und das Misstrauen zwischen den Gruppen erschweren die Zusammenarbeit innerhalb der kurdischen Gruppierungen.

### Irak

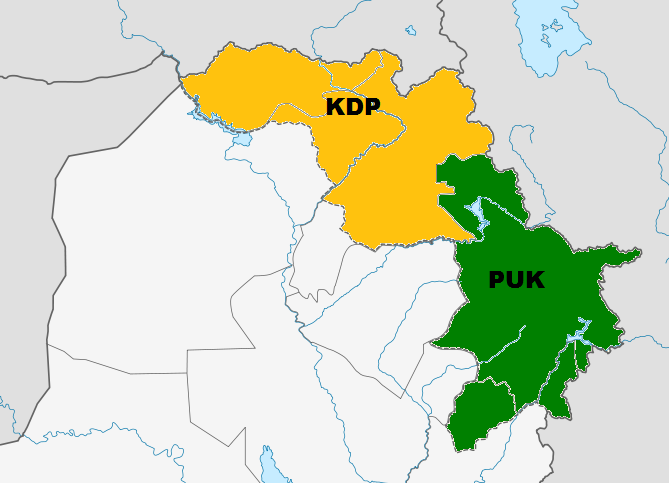
Nach dem bewaffneten Konflikt zwischen KDP und der PUK, der als „kurdischer Bruderkrieg“ in die Geschichte einging, wurde die Autonome Region Kurdistan in zwei getrennte politische Einheiten aufgeteilt. Heute versuchen beide Parteien, ihre Konflikte im Dialog zu lösen.

Im Irak ist die Autonome Region Kurdistans ein wesentlicher Bestandteil der politischen Landschaft, und der kurdisch-kurdische Dialog ist hier insbesondere durch die Rivalität zwischen der Demokratischen Partei Kurdistans (KDP) und der Nationalen Union Kurdistans (PUK) geprägt. Die von der Familie Barzani geführte KDP hat ihren Hauptsitz in Erbil und Dihok, und die von der Familie Talebani geführte PUK ist in Sulaimaniyya und den umliegenden Gebieten dominierend. Die beiden Seiten haben eine lange Konfliktgeschichte, einschließlich eines Bürgerkriegs in den 1990er Jahren, der Tausende Todesopfer forderte. Obwohl sie mittlerweile gemeinsam die Autonome Region Kurdistan regieren, bleibt das Verhältnis oft angespannt.
Ein weiterer Aspekt des kurdisch-kurdischen Dialogs im Irak betrifft die Machtverteilung in der kurdischen Regierung sowie den Umgang mit Ressourcen wie Öl. Während die KDP eine eher zentralisierte Kontrolle bevorzugt, setzt sich die PUK für eine dezentralisierte Verwaltung ein. Auch hinsichtlich des Verhältnisses zur irakischen Zentralregierung in Bagdad gibt es Differenzen zwischen beiden Seiten, bei denen sich die PUK oft kooperativer zeigt, während die KDP eine stärker konfrontative Haltung einnimmt. Auch internationale Akteure wie die USA und der Iran spielen eine Rolle und beeinflussen die Dynamik zwischen den kurdischen Parteien. Darüber hinaus führt die Präsenz bewaffneter PKK-Gruppen auf den Kandil-Bergen zu verschiedenen Konflikten und Auseinandersetzungen und hat auch große Auswirkungen auf die politischen, wirtschaftlichen und militärischen Beziehungen zu Nachbarländern wie der Türkei und dem Iran.

### Syrien

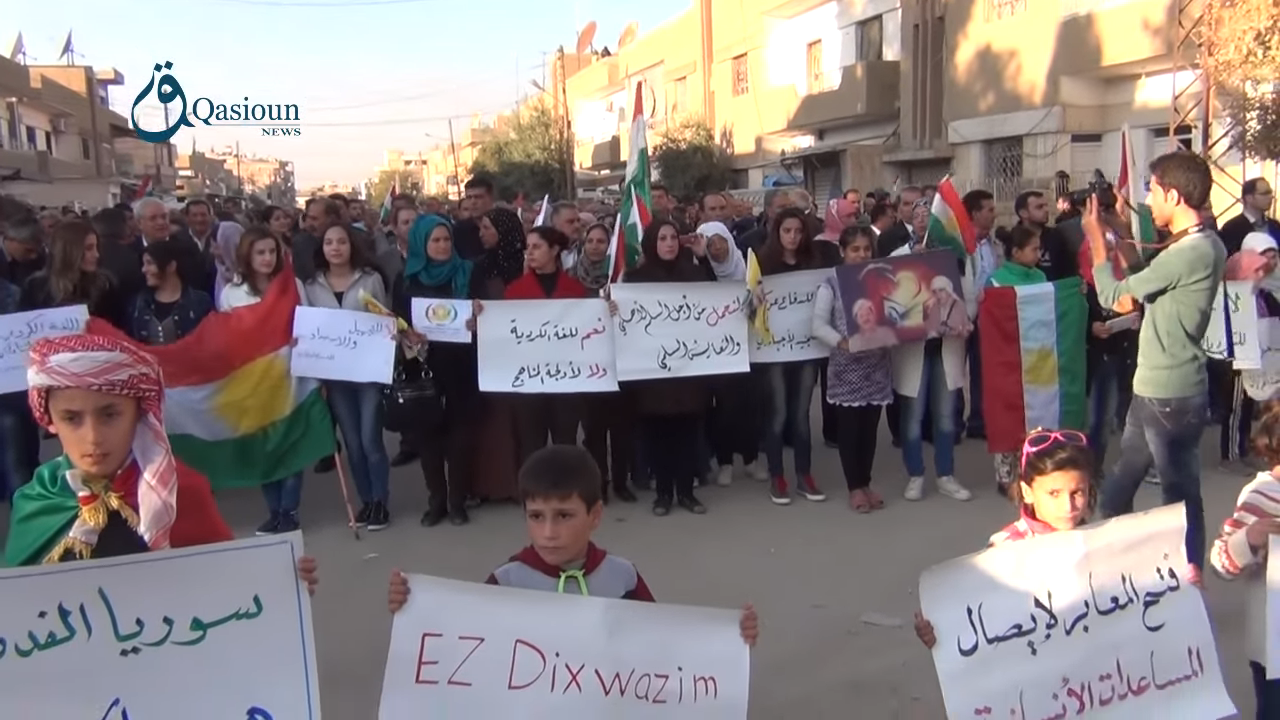
Eine Demonstration von ENKS-Anhängern in Qamişlo, 2015

In Syrien prägt der Bürgerkrieg die kurdische Frage, und der kurdisch-kurdische Dialog konzentriert sich hier vor allem auf die Beziehung zwischen der Partei der Demokratischen Union (PYD) und dem Kurdischen Nationalrat (ENKS). Die PYD ist ein wichtiger Teil der HSD, die die Autonomieverwaltung in den kurdischen Gebieten Nord- und Ostsyriens dominiert und eine Autonomie innerhalb eines föderalen Systems folgt. Auf der anderen Seite steht die ENKS-Partei, die von der irakischen KDP unterstützt wird und die PYD vor allem wegen ihrer Dominanz und ihres autoritären Vorgehens kritisiert. Das Machtmonopol der PYD in der Region führte bereits zu einigen ideologischen Konflikten mit anderen kurdischen Bewegungen und Parteien. Dies führte zu Spannungen zwischen der PYD und Parteien wie ENKS und in der Folge wurden PYD-Gegner entweder verhaftet oder zum Schweigen gebracht.
Aufgrund der Spannungen zwischen PYD und ENKS ist der kurdisch-kurdische Dialog in Syrien weiterhin schwierig. Internationale Vermittler, insbesondere die USA, haben mehrfach versucht, eine Einigung zwischen den beiden Lagern zu erzielen, um eine geeinte kurdische Front in Syrien zu schaffen. Auch wichtige kurdische Persönlichkeiten fordern vermehrt den Dialog zwischen den Konfliktparteien ein, wie etwa Scheich Murshid Khaznavi, der sich seit dem Sturz des Assad-Regimes für den kurdisch-kurdischen Dialog einsetzt und die Rolle des Vermittlers einnimmt.
Das gemeinsame Ziel wäre, die Rechte der Kurden in einem zukünftigen Syrien zu sichern. Es scheint, dass der kurdisch-kurdische Dialog seit dem Regimewechsel in Syrien Fortschritte macht, da sich damit eine historische Chance für die syrischen Kurden bietet. Es ist jedoch noch nicht klar, welche Früchte dieser kurdisch-kurdische Dialog tragen wird, da z. Bsp. die Türkei mithilfe dschihadistischer Rebellen die selbstverwalteten kurdischen Regionen in Nordsyrien bedroht.

### Iran

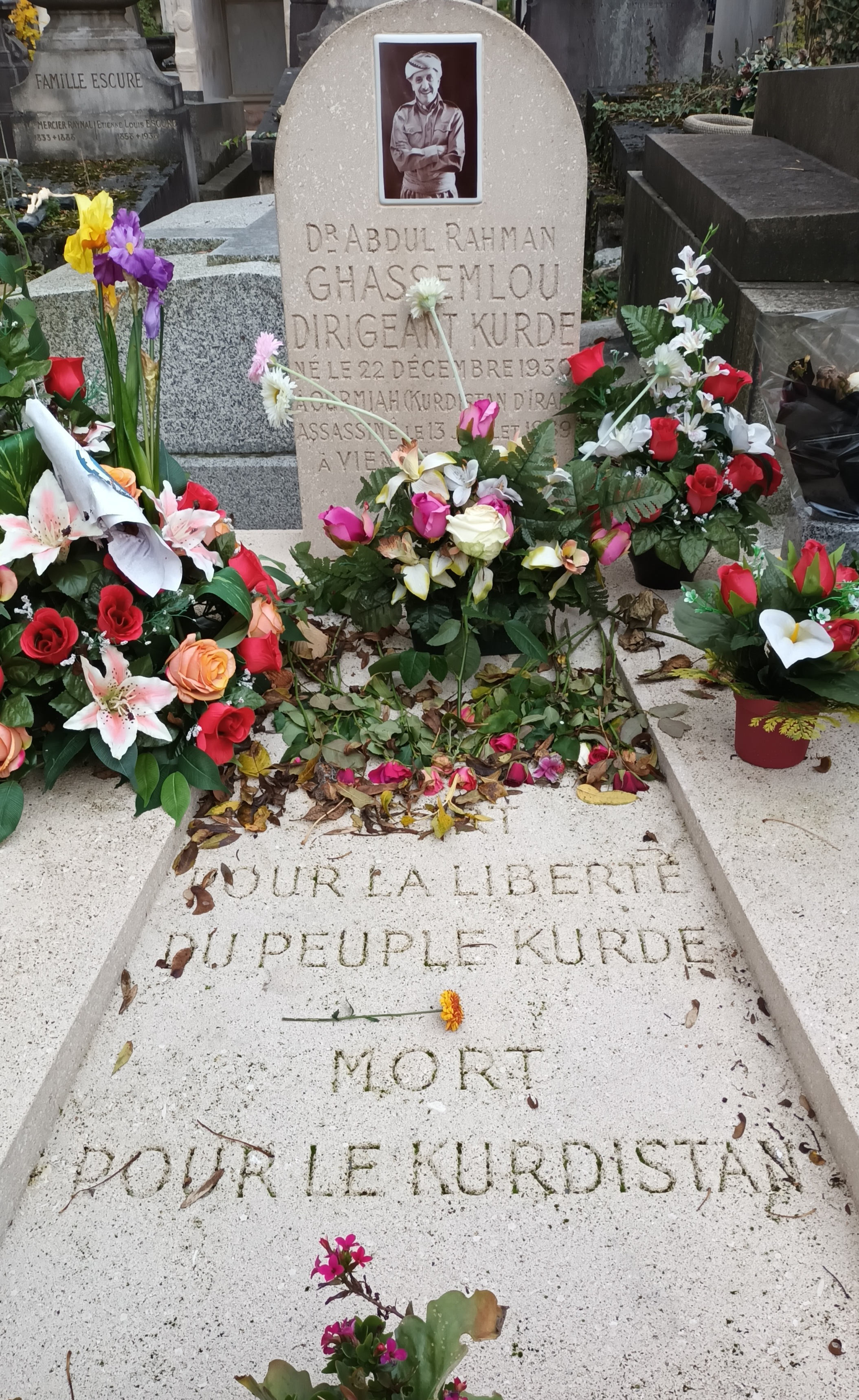
Das Grab von Dr. Abdulrahman Qasimlo, der Führer der PDKI, der 1989 in Wien von Agenten des iranischen Regimes getötet wurde. Seine Ermordung ist eines der Beispiele dafür, wie ausländische Kräfte Einfluss auf die Arbeit des kurdischen Dialogs und der kurdischen Diplomatie nehmen wollen.

Im Iran stehen die kurdischen Parteien unter besonders großem Druck, da die iranische Regierung jede Form von kurdischer Autonomie oder Selbstbestimmung ablehnt. Die wichtigsten kurdischen Gruppen im Iran sind die Demokratische Partei Kurdistans Iran (PDKI) und die Partei des Freien Lebens in Kurdistan (PJAK). Während die KDPI einen traditionelleren nationalistischen Ansatz verfolgt, hat die PJAK eine ideologische Nähe zur PKK und setzt auf einen revolutionären Wandel. Beide Parteien sind gezwungen, im Exil oder im Untergrund zu agieren, was ihre Möglichkeiten zur Zusammenarbeit einschränkt.
Bis 1989 war Abdulrahman Qasimlo, der Generalsekretär der PDKI, eine wichtige Persönlichkeit im kurdisch-kurdischen Dialog, setzte sich für föderale Autonomie der Kurden im Iran ein, wobei er auf Diplomatie und Gewaltlosigkeit beharrte. Sein Bemühen, Brücken zwischen kurdischen Gruppen und mit der iranischen Regierung zu bauen, endete tragisch, als er 1989 bei einem Treffen in Wien von iranischen Agenten ermordet wurde. Seine Ermordung zeigte die Skrupellosigkeit des iranischen Regimes gegenüber seinen politischen Gegnern und verursachte Unsicherheit und Spaltung innerhalb der kurdischen Bewegung. Der Tod von Qasimlo, der ein Symbol für Einheit und Diplomatie war, hinterließ eine große Lücke in der kurdischen Bewegung. Sein Tod brachte der Welt nicht nur die Grausamkeit des iranischen Regimes und deren Unterdrückung der Kurden vor Augen, sondern wurde auch zum Symbol des kurdischen Kampfes und inspirierte das kurdische Volk, seinen Kampf fortzusetzen.
Trotz der schwierigen Bedingungen gibt es Ansätze für einen kurdisch-kurdischen Dialog im Iran, insbesondere in Form von gemeinsamen Protesten und internationalen Kampagnen gegen die Unterdrückung der Kurden. Doch auch hier spielen ideologische Differenzen und äußere Einflüsse eine Rolle, die eine tiefere Zusammenarbeit behindern. Der Fokus liegt oft darauf, die Aufmerksamkeit der internationalen Gemeinschaft auf die Situation der Kurden im Iran zu lenken, da eine interne Mobilisierung aufgrund der harten Repression kaum möglich ist.

## Konkrete Ergebnisse
Die innerkurdische Zusammenarbeit wurde oft durch Rivalitäten, ideologische Differenzen und die Einflussnahme von Regionalmächten wie der Türkei, dem Iran und Syrien erschwert. Trotz dieser Herausforderungen legten die diplomatischen Bemühungen den Grundstein für die spätere Vernetzung und Zusammenarbeit der Kurden im 21. Jahrhundert.

### Treffen zwischen Mazlum Abdi und Masud Barzani

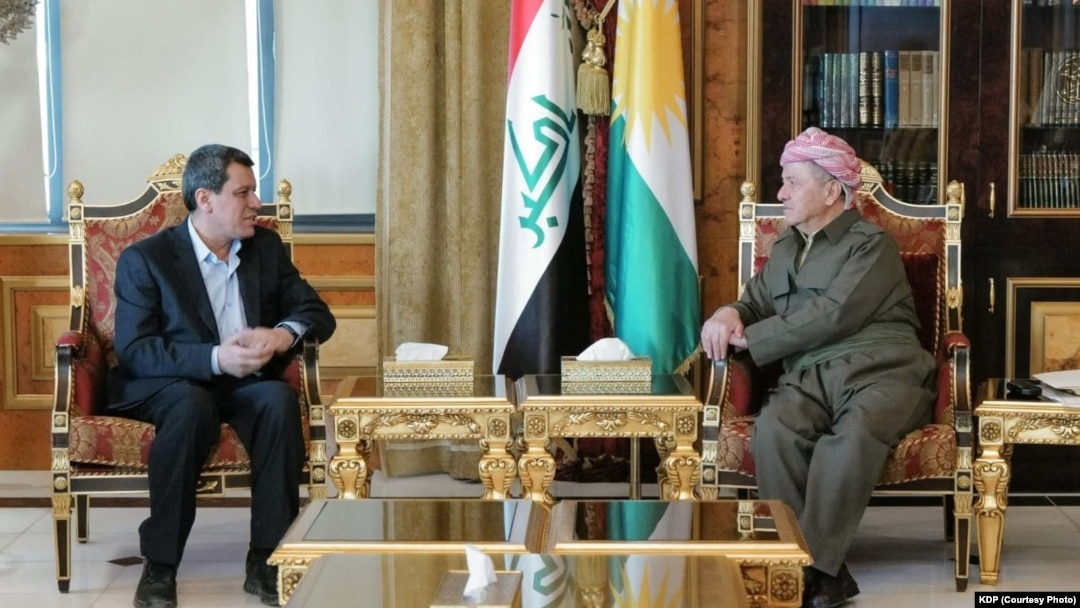
Historisches Treffen zwischen Mazloum Ebdi und Masoud Barzanî im Januar 2024.

Am 16. Januar 2025 trafen sich der Oberbefehlshaber der Syrischen Demokratischen Kräfte (SDF) Mezlûm Abdî und der Vorsitzende der Demokratischen Partei Kurdistans (KDP) Masud Barzani in Erbil. Bei dem Treffen wurde über die Zukunft der Kurden in Syrien und die Bedeutung der Einheit und friedlicher Verhandlungen mit Damaskus diskutiert. Die kurdische Einheit gilt als Schlüssel zur Verwirklichung von Autonomie und Minderheitsrechten im zukünftigen Syrien.
Hauptthemen des Treffens waren die politischen und sicherheitspolitischen Entwicklungen in Syrien und die Notwendigkeit der Zusammenarbeit zwischen kurdischen Parteien. Mazlum Abdi erklärte, dass die Rechte der Kurden durch Dialog geschützt werden müssten und dass dies eine gemeinsame Verantwortung sei. Barzanis Büro betonte, dass Dialog und Einheit wichtig seien, um die Rechte der Kurden zu schützen und zur Gestaltung Syriens beizutragen. Auch Hoshyar Zebari, Mitglied des Politbüros der KDP, bezeichnete dieses Treffen als einen wichtigen Schritt zur Stärkung der Position der Regionalregierung Kurdistans. Beide Seiten bezeichneten die kurdische Einheit als eine historische Notwendigkeit, um die Probleme in Syrien zu überwinden.
Das Treffen fand zu einem kritischen Zeitpunkt statt, da die kurdischen Gebiete zwischen den Möglichkeiten einer Autonomie und der Gefahr einer Spaltung hin- und hergerissen sind. Äußerer Druck – vor allem aus der Türkei – sowie interne Konflikte erschweren eine Einigung. Barzanis Bemühungen, die Einheit zu stärken, unter anderem durch Verhandlungen mit dem Kurdischen Nationalrat in Syrien (KNCS), zielen auf eine einheitliche Verhandlungsposition ab.

### Treffen zwischen der ENKS und Masud Barzani
Am 21. Januar 2025 traf Massoud Barzani mit einer Delegation des ENKS zusammen, einer der zwei wichtigen kurdischen Oppositionsgruppen im Nordosten Syriens. Bei dem Treffen wurden die politische und sicherheitspolitische Lage in Syrien sowie die Ergebnisse der Gespräche und der Annäherung zwischen den kurdischen Parteien in Syrien besprochen.
Die ENKS-Delegation und Barzani betonten die Einheit, Koordination und Zusammenarbeit der kurdischen Parteien in Syrien. Bereits im Jahr 2015 wurde mithilfe der Vermittlung Barzanis in Duhok ein Abkommen zwischen der Partei der Demokratischen Union (PYD) und dem ENKS zur Beendigung des Konflikts und zur Machtteilung unterzeichnet. Das Abkommen scheiterte jedoch aufgrund der Rivalität beider Parteien.